# 高邮站
高邮站位于中国江苏省扬州市高邮市主城区东侧约3公里处，京沪高速公路西侧。于2020年12月11日开通运行，有连镇客运专线经过本站。

## 车站结构

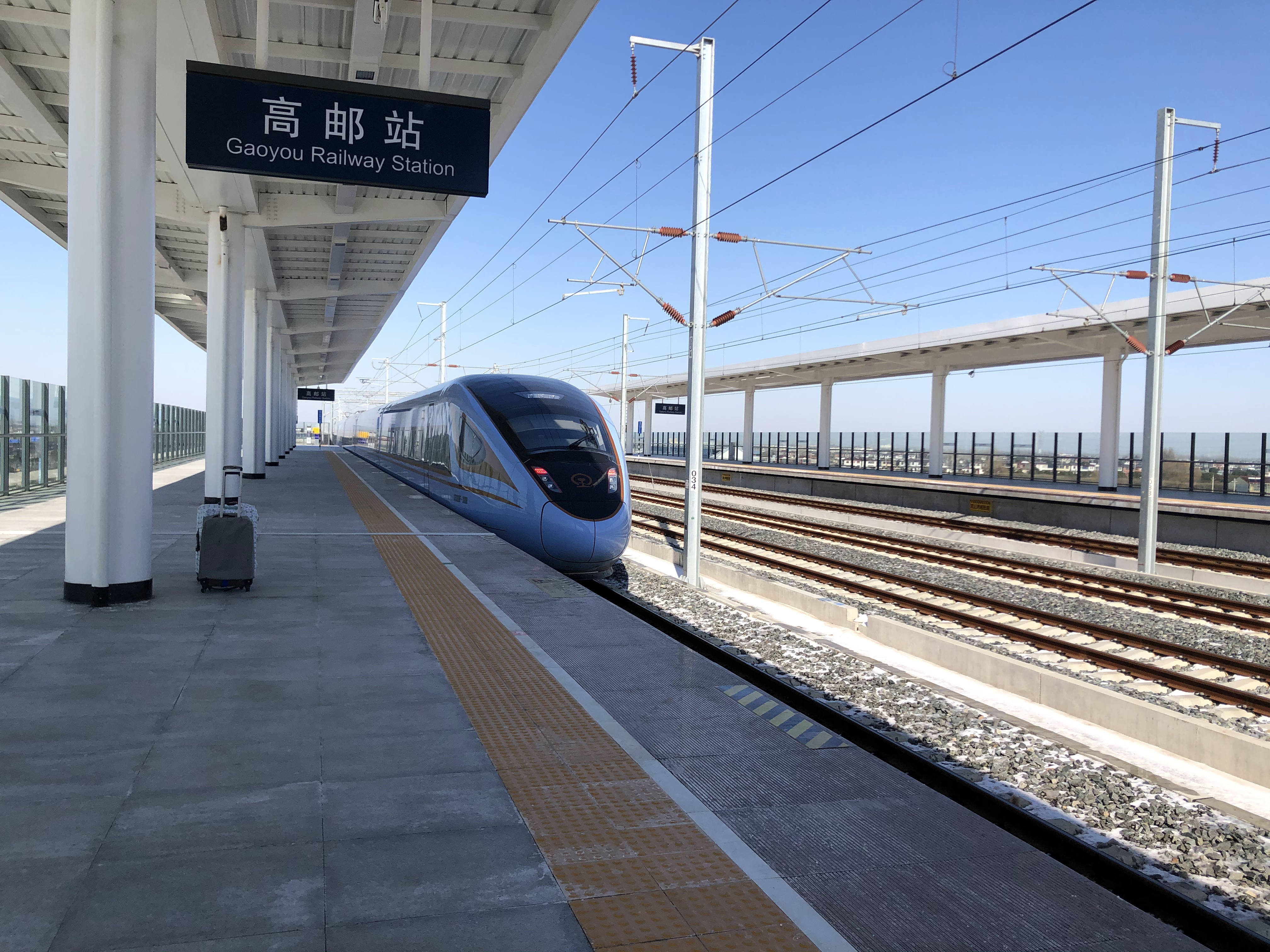
高邮站站台

高邮站设计为高架站台，采用线侧下式+线下式布置，车站规模为2台4线，站台长450米，站房总面积5000平方米。站房平均聚集人数设计为1000人。
| 2F | 东↑    | 侧式站台                            |
| 2F | 1站台  | 连镇客运专线 往丹徒方向（扬州东站） |
| 2F | 正线   | 连镇客运专线下行列车通过线          |
| 2F | 正线   | 连镇客运专线上行列车通过线          |
| 2F | 2站台  | 连镇客运专线 往董集方向（高邮北站） |
| 2F | 西↓    | 侧式站台                            |
| 1F | 候车室 | 候车厅、检票口                      |

## 历史
2018年8月，高邮站站房初步设计获中国铁路总公司正式批复。
2018年10月17日，连镇铁路包括高邮站在内的9座车站开展施工招投标，主要内容包括站房、雨棚、天桥等工程。
2018年12月16日，车站站台站台梁正式施工，梁型钢正式开始吊装作业，最後一项主体工程开始施工。
2019年2月12日，高邮站高铁站房正式开始动工。
2019年9月3日，江苏省交通运输厅批复高邮站综合客运枢纽初步设计。
2020年12月11日，开通运营。
2021年8月8日，因应2019冠状病毒病在扬州当地的本土传播，为防止疫情扩散，本站客运业务临时停办，直至9月16日恢复。